# Oslotraktaten 1319
Oslotraktaten 1319 eller Unionstraktaten i Oslo 1319 var en stadga som reglerade unionen mellan Sverige och Norge under kung Magnus Erikssons förmyndartid. Den förlorade sin giltighet när Magnus blev myndig och själv tog över regeringen. Något originalexemplar av denna akt finns inte bevarad.

## Källmaterialet
Den ursprungliga texten har med all sannolikhet varit författad på latin av de svenska sändebuden. Den idag äldsta kända texten av akten är en norsk översättning i Arne Magnussons (Árni Magnússon) handskriftsamling i Köpenhamn, den så kallade Arnamagnseanska samlingen. Denna text är en avskrift ur en norsk kopiebok från 1400-talet som tillhört Bergens domkyrka. Detta registratur förvarades i Köpenhamns universitetsbibliotek och förstördes därmed i den stora branden 1728. Denna avskrift ligger som grund för utgivningen av akten som nummer 2196 i Svenskt diplomatarium, nummer 50 i Diplomatarium Norwegicum VIII, och Sverges traktater med främmande magter volym I, sid. 399 . 

## Sammanfattning av aktens innehåll
Biskop Karl i Linköping, lagman Knut Magnusson i Västergötland, samt riddarna Erik Turesson, Sigge Halstensson, Stefan Röriksson, Gisle Elinasson och Knut Porse, överenskommer på det svenska folkets vägnar, med Norges styresmän, i hertiginnan Ingeborgs närvaro, att hennes son med hertig Erik, junker Magnus, skall före den kommande 24 juli eller senast 7 dagar därefter vara antagen till konung i Sverige ifall det inte redan skett. Därefter skall han senast 7 dygn efter St. Jakob inställa sig i Lödöse och mötas av Norges män, för att ta den heder i Tunsberg vartill han är född. Samt att låta giva och taga försäkring, efter lag; bestämma förhållandet mellan de båda sålunda under en konung förenade rikena, tiden för konungens vistande i vartdera landet, över vilket förbunds uppfyllande ärkebiskopen i Uppsala och biskopen i Linköping samt ärkebiskopen i Trondheim och biskopen i Stavanger skall vaka.

## Förklaring
Då Sverige och Norge blev förenade under kung Magnus Eriksson upprättades en traktaten som reglerade förhållandet mellan rikena. De 7 svenska ombuden tycks ankommit Oslo strax före midsommar och själva akten anges upprättad mellan den 26 och 28 juni. Som Norges styresmän, eller Norges konungs rikes råds män, namnges i akten 30 norska riksråd, bland annat Haukr Erlendsson, som under ed bekräftar densamma. På Sveriges vägnar lovar de 7 ombuden som besvurit traktaten, att ärkebiskopen i Uppsala och 24 svenska riddare genast efter delegationens återkomst avlägga en liknande ed.   
I Norge skulle konungen efter hyllningen stanna under ett år, från nästkommande Mickelsmäss räknat. Därefter skulle han under lika lång tid vistas i Sverige. 
Den unge kungen skulle alltså uppehålla sig i vartdera riket skiftesvis och om möjligt under lika lång tid. Endast under särskilda förhållanden får vistelsen i ett av landen utsträcka sig under längre tid än den senaste vistelsen i det andra landet, under förutsättning av riksrådets godkännande i det riket som får avstå hans närvaro. Vid konungens resor mellan rikena får det ena landets män inte följa honom längre än till gränsen till det andra landet. På så sätt förhindrades oönskat intrång av medlemmar av det andra rikets förmyndarregering. 
Vid krig skall rikena understödja varandra. 
Akten anses endast ha reglerat unionen under konungens förmyndartid och skulle därefter upphöra då konungen var myndig att själv överta regeringen och förmyndarstyrelsen upplöstes.